# 黑尔佳·福尔茨-梅斯
黑尔佳·福尔茨-梅斯（德語：Helga Volz-Mees，1937年7月12日—2014年4月11日），德国女子击剑运动员。她曾代表德国联队、西德参加1960年、1964年和1968年夏季奥林匹克运动会击剑比赛，获得一枚银牌和一枚铜牌。